# از این کران تا آن کران

شعار ملی کانادا در یک آرم ملی، در سال ۱۹۲۱

از این کران تا آن کران (به لاتین: A Mari Usque Ad Mare) (به انگلیسی: From Sea to Sea) (به فرانسوی: D'un océan à l'autre) عبارتی است که شعار ملی کانادا محسوب می‌شود. این عبارت، برگرفته از مزمور ۷۲:۸ از ولگاته کتاب مقدس است که می‌گوید:

قلمرو حکومت او، از این کران تا آن کران و از این روخانه تا به انتهای کرهٔ خاکی خواهد بود.

## تاریخچه
نخستین بار، «جرج مونرو گرانت»، دستیارِ «سِر سندفورد فلمینگ» و از مبلغان و اعضای فرقهٔ پرسبیتری، از این عبارت را برای کشور کانادا در خطابه‌های خویش بکار گرفت. مایکل ایگناتیف که از نوادگان اوست، می‌گوید که علتِ اینکار، آن بود که جدش سعی داشت، نوعی همبستگی و شورِ ملی در میان مردم به منظورِ ساختِ راه‌آهن کانادا پسیفیک ایجاد کند.
این عبارت را نخستین بار «مجلس قانون‌گذاری ساسکاچوان» بر روی گزر نمادین و رسمی خود حک کرد. پس از آن «سِر جوزف پوپ» که در آن زمان، دبیرِ اولِ وزارت امور خارجه بود، پیشنهاد داد تا از این عبارت، به عنوان شعارِ ملی کشور کانادا استفاده شود. «سِر جوزف پوپ» یکی از چهار نفری بود که از طرفِ دولت فدرال، مأمور شده بودند تا یک «آرم ملی» برای کشور کانادا طراحی کنند. آرم اولیه کشور کانادا در آن هنگام، فاقد هرگونه شعار ملی بود. یکی از اعضاء این کمیتهٔ چهارنفری، پیشنهاد کرد شعار ملی، عبارتِ «در یادها، با امید» باشد، اما عبارتِ پیشنهادی «سِر جوزف پوپ» بیشتر مورد توجه واقع شد. پیش‌نویس اولیه این شعار، در ۲۱ آوریل ۱۹۲۱ مورد تصویب قرار گرفت و سپس در تاریخ ۲۱ نوامبر ۱۹۲۱ میلادی، مورد تأیید رسمی جرج پنجم واقع شد.

## نحوه استفاده
این عبارت بخشی از تمامی آرم‌ها و نشان‌های رسمی دولت کاناداست و بعنوان نوعی «اعتبار بخشیدن» یا «تصدی دولتی»، توسط نمایندگان و کارگزاران دولت استفاده می‌شود. این شعار در کنار آرم ملی، بر روی تمامی اسکناس‌های کشور کانادا و نیز جلدِ پاسپورتِ کانادایی دیده می‌شود. همچنین، این عبارت به‌تنهایی (بدون آرم ملی)، در تمامی اعلامیه‌های رسمی دولت کانادا وجود دارد.

## احتمال اصلاحیه متن
در مارس ۲۰۰۶ میلادی، رؤسای محلی (استانی) سه قلمروی کانادا در بیانه‌ای مشترک، خواستارِ اصلاح شعار ملی شدند تا این شعار، بازتابی از تمامی نواحی و خاک وسیع کانادا باشد؛ و نه مرزهای غربی و شرقی آن. مرزها و کرانه‌های کانادا منحصر به دو ساحل غربی و شرقی آن نیست، بلکه سواحلی در اقیانوس آرام، اقیانوس اطلس و اقیانوس منجمد شمالی را دربر می‌گیرد. دو پیشنهاد برای اصلاح متن این‌ها بودند: (۱) «از این کران تا آن کران تا آن دیگری» (۲) «از این کران تا به کران‌ها دیگر». امروزه پیشنهاد اول (از این کران تا آن کران تا آن دیگری) را در برخی سخنرانی‌ها و نوشتارهای رسمی بکار می‌گیرند تا کرانه‌ها و مرزهای شمالی کشور کانادا و ساکنان آن را هم شامل گردد؛ بویژه آنکه روزبه‌روز، اهمیتِ سیاسی و اقتصادیِ نواحی شمالی کانادا در مجاورت اقیانوس منجمد شمالی بیشتر می‌شود. در یک نظرسنجی که توسط مؤسسهٔ «کِن‌وست گلوبال» صورت پذیرفت، طرفداران اصلاحیه شعار ملی، سه برابر مخالفان آن بودند. حدود یک سوم شرکت کنندگان نیز رأی ممتنع دادند.